# Крестьянский (Самарская область)
Крестья́нский — посёлок в Кинельском районе Самарской области. Входит в состав сельского поселения Домашка.

## География
Посёлок находится на левом берегу реки Самара, на расстоянии примерно 18 км (по прямой) к юго-востоку от города Кинель, административного центра района.

### Часовой пояс
Посёлок Крестьянский, как и вся Самарская область, находится в часовой зоне МСК+1. Смещение применяемого времени относительно UTC составляет +4:00.

## Население
| 2010 |
| ---- |
| 3    |

### Национальный состав
Согласно результатам переписи 2002 года, в национальной структуре населения русские составляли 100 % из 3 чел.

## Улицы
В посёлке имеется одна улица — Озёрная.